# Alberto Leguelé
Alberto Leguelé, właśc. Alberto Raimundo Marques (ur. 28 lutego 1953 w Santo Amaro, zm. 1 lutego 2025 w Salvadorze) – piłkarz brazylijski, występujący na pozycji ofensywnego pomocnika.

## Kariera klubowa
Karierę piłkarską Alberto Leguelé rozpoczął w klubie Leônico Salvador na początku lat siedemdziesiątych. W latach 1972–1978 występował z Bahii Salvador. Z Bahią trzykrotnie zdobył mistrzostwo stanu Bahia – Campeonato Baiano w 1974, 1975, 1977 roku. W Bahii 10 września 1972 w wygranym 1-0 meczu z Nacionalem Manaus Alberto Leguelé zadebiutował w lidze brazylijskiej. W 1978 roku występował we CR Flamengo, z którym zdobył mistrzostwo stanu Rio de Janeiro – Campeonato Carioca.
W latach 1979–1980 występował w klubach z Salvadoru – Bahii i Vitórii. Z Vitórią zdobył mistrzostwo stanu w 1980 roku. W latach 1981–1983 występował w Nacionalu Manaus, Alecrimie Natal i po raz trzeci w Bahii. W barwach Bahii Alberto Leguelé wystąpił ostatni raz w lidze brazylijskiej 26 lutego 1983 w przegranym 0-4 meczu z SE Palmeiras. Ogółem w latach 1972–1983 w I lidze wystąpił w 82 meczach, w których strzelił 3 bramki. Karierę zakończył w tym samym roku w klubie ASA Arapiraca.

## Kariera reprezentacyjna
Alberto Leguelé występował w olimpijskiej reprezentacji Brazylii. W 1975 roku zdobył z nią złoty medal igrzysk panamerykańskich. Na turnieju w Meksyku wystąpił w sześciu meczach z Kostaryką, Salwadorem, Nikaraguą, Boliwią (bramka), Argentyną i Trynidadem i Tobago.
W 1976 roku Alberto Leguelé uczestniczył w Igrzyskach Olimpijskich w Montrealu. Na turnieju Alberto Leguelé wystąpił w czterech meczach reprezentacji Brazylii z Hiszpanią, Izraelem, Polską i ZSRR.